# Мілано Россоблю
Хокейний клуб «Мілано Россоблю» (італ. Hockey Milano Rossoblu) — італійський хокейний клуб, заснований у 2008 році, після того, як Мілан Вайперз, п'ятиразовий чемпіон Італії, припинив існування 12 червня 2008.

## Історія
Разом зі зникненням «Мілан Вайперз» було оголошено, з ініціативи Іко Міліоре і Тиціана Террані, про народження нової хокейної команди, «Мілано Россоблю». Клопотання та збір коштів запущений на вебсайті шанувальників Мілана, переконали організаторів створити команду, яка виступить у чемпіонаті Італії з хокею та зможе приєднатися до серії А2 (друга за силою ліга Італії).
31 липня 2008 року була підтверджена участь. У першому сезоні в Серії A2, команду очолив Адольф Інсам, колишній тренер Мілан Вайперз, його колишній заступник, став технічним координатором.
6 квітня 2012 року клуб здобув путівку до Серії А, перемігши у фіналі клуб ХК «Гардена» з рахунком 4:2. В кінці квітня була зроблена заява з приводу відмови участі міланського клубу від участі в КХЛ, у сезоні 2012-2013 років. Як виявилось у клубу не врегульовані фінансові питання, а також мала місткість арени, що не відповідає вимогам КХЛ.
Планувалося, що в сезоні 2013/14 команда приєднається до КХЛ.